# Manuel de la Pezuela y Lobo-Cabrilla
Manuel de la Pezuela y Lobo-Cabrilla (Madrid, 29 d'octubre de 1817 - 1 de gener de 1899) fou un militar i marí espanyol, ministre de Marina durant el regnat d'Alfons XII.

## Inicis
Ingressà en l'Armada Espanyola en 1833 com a guàrdiamarina quan comptava amb 16 anys. Després d'acabar els seus estudis preliminars va ser destinat a la posta de l'Havana (Cuba).

## Primera Guerra Carlina
Durant la seva estada a l'illa, va romandre embarcat en diferents vaixells per necessitats del servei, i va estar poc temps a Cuba. Se li va ordenar tornar a la península. En arribar fou destinat a prestar els seus serveis en els vaixells de l'armada que combatien a les forces carlistes, en aigües del Cantàbric. Va combatre en les accions que van tenir lloc en Pasaia, Hondarribia, Mutriku, Deba, aixecament del setge de Bilbao, la presa de Getaria, i a la batalla de Luchana, on es va guanyar la creu Llorejada de Sant Ferran i l'ascens a alferes de navili.
En 1840, se li va assignar el comandament del falutx Trillo, destinat a les aigües del mar Mediterrani, on es va enfrontar a un força naval carlista superior. Després de dotze hores de combat, el falutx va quedar pràcticament inservible, però sense arribar a ser capturat per les forces carlistes. En arribar a port, amb aparell de fortuna i amb la tripulació molt minvada, va passar al comandament del falutx San Antonio, armat amb artilleria de l'inutilitzat Trillo.
En acabar aquesta contesa, va realitzar diversos viatges per Europa, així com per les colònies d'Espanya, en les quals va romandre algun temps al comandament de diversos bucs.

## Campaña del Pacífic
Va prosseguir la seva carrera, i Durant la Guerra hispanosudamericana, se li va atorgar el comandament de la fragata Berenguela, que va ser incorporada a l'esquadra del Pacífic, a les ordres de l'almirall Casto Méndez Núñez, amb la qual, va participar en el bombardeig de Valparaíso i en el Combat del Callao.
En dividir-se l'esquadra en dues divisions, la seva fragata va ser incorporada a l'esquadra de la Fragata blindada Numancia, i el va quedar al comandament de la Numancia, completant tots dos bucs la circumnavegació. Al seu retorn l'any de 1867, va ser ascendit a l'ocupació de brigadier, pels mèrits contrets. Al cap de poc, va passar a ocupar el lloc de vicepresident de l'Almirallat.
Va ser designat, com a vocal del Congrés Internacional que se celebrava a la ciutat de Brussel·les, per tractar en ell sobre usos i costums de la guerra. En desaparèixer l'Almirallat, va ser designat president de la Junta Superior Consultiva de l'armada. Va abandonar aquest càrrec en ascendir a Vicealmirall i ser nomenat Comandant General de l'esquadra i posta de les Filipines. Va passar després a la Península, com a Capità General del Departament i Arsenal de Cartagena.

## Vida política
Va ser escollit senador per Lleida en 1884. En 1885, i va ser designat ministre de marina per Antonio Cánovas del Castillo, en els escassos quatre mesos que va durar el seu mandat, es van iniciar les gestions que van acabar autoritzant la construcció del torpeder submarí d'Isaac Peral. Va renovar la seva acta de senador per Lleida en 1886 i en 1891, va ser designat senador vitalici per la reina regent Maria Cristina d'Habsburg-Lorena. Va ocupar la vicepresidència del Consell Suprem de Guerra i Marina. També fou cavaller de l'Orde de Calatrava i majordom i gentilhome del rei Alfons XII
Va morir a Madrid el dia 1 de gener de 1899.